# Janusz Lewandowski
Pour les articles homonymes, voir Lewandowski.
Janusz Lewandowski (prononcé en polonais [ˈjanuʂ lɛvanˈdɔfskʲi], né le 13 juin 1951 à Lublin) est un économiste et un homme politique polonais, membre de la Plate-forme civique (PO).

## Biographie
Membre du syndicat Solidarność dans les années 1980, Janusz Lewandowski rejoint, à la suite de la chute du communisme, Congrès libéral-démocrate (KLD), puis l'Union pour la liberté (UW). En 2000, Lewandowski rejoint la Plate-forme civique, nouvellement créée.
Il est ministre des réformes immobilières de janvier 1991 à décembre 1991 du gouvernement de Jan Krzysztof Bielecki, et de juillet 1992 à octobre 1993 du gouvernement de Hanna Suchocka. 
Après avoir été observateur au Parlement européen, il en devient membre de plein droit à la suite de l'adhésion de la Pologne à l'Union européenne le 1er mai 2004. Il est élu lors des élections européennes de cette même année, puis réélu en 2009. Il y siège alors au sein du groupe du Parti populaire européen.
Le 10 février 2010, il devient commissaire européen à la programmation financière et au budget dans la Commission Barroso II. De nouveau élu député européen en 2014, il est remplacé le 1er juillet 2014 par Andris Piebalgs (intérim), puis à partir du 16 juillet par Jacek Dominik.